# Salettes (Drôme)
Salettes – miejscowość i gmina we Francji, w regionie Owernia-Rodan-Alpy, w departamencie Drôme.
Według danych na rok 1990 gminę zamieszkiwały 82 osoby, a gęstość zaludnienia wynosiła 12 osób/km² (wśród 2880 gmin regionu Rodan-Alpy Salettes plasuje się na 1538. miejscu pod względem liczby ludności, natomiast pod względem powierzchni na miejscu 1370.).